# Venice Gardens, Florida
Venice Gardens är en ort (CDP) i Sarasota County, i delstaten Florida, USA. Enligt United States Census Bureau har orten en folkmängd på 7 104 invånare (2010) och en landarea på 6,3 km².